# Kusula
Buddhismus pokládá lidské bytí za mravně neutrální, dobro a špatnost jsou v rovnováze, zatímco uvnitř osobnosti existují latentní činitelé dobra (sanskr. kusula) i špatnosti (sanskr. akusula). Personální činitelé jednání jsou ve vzájemném antagonismu, avšak míru duševního zdraví a mravnosti jedince určuje jejich aktuální poměr. Mravní špatnost se pak projeví jako důsledek zaplavení osobnost nezdravými činiteli nebo následek psychické zátěže jedince.
Kusula lze považovat za hodnoty, které si člověk snaží osvojit. Jejich opakem jsou antihodnoty reprezentované nezdravými činiteli. Mezi nejdůležitější hodnoty, které determinují chování považované za správné dle osobnostního a sociálního zájmu, patří umírněnost (sansk. hiri), ohleduplnost (sansk. ottapa), spravedlnost (sansk. cittujjukata) a jistota (sansk. saddha). Dalšími hodnotami zdravé osobnosti jsou nestrannost, přizpůsobivost, skromnost, upřímnost atd. K řadě nezdravých činitelů, které jsou jako antihodnoty zdrojem lidského strádání a zla, patří nestoudnost (sansk. ahirika), bezohlednost (sansk. anottappa), sobectví (sansk. mana), omyl (sansk. moha), závist (sansk. issa), lenost (sansk. thina) atd.
Zdravé osobnosti a ideálního stavu existence (sansk. arahat) lze dosáhnout prostřednictvím vyčerpávající, dlouhodobé meditace. Meditace postupně odstraňuje nezdravé činitele z osobnosti, na jejichž místo se dostávají příslušné protikladné protějšky zdravých faktorů. Ideální stav tohoto procesu je prožívání dokonalosti, kterou vyzařuje osobnost arahatu. Mezi trvalé charakteristiky osobnosti Arahata patří nestrannost vůči lidem ve všech okolnostech, čilost, utišená radost, rychlé a bystré pozorování, rozumnost a zručnost při akci, silná náklonnost a otevřenost vůči lidem a porozumění jejich potřebám. Arahat je ideálem a cílem každého, kdo ovládl umění myšlení, čekání a postu. Tato triáda seberegulačních procesů napomáhá uskutečnění náročného procesu meditace a přímému přístupu člověka k žádoucím obsahům nebo stavům duše.